# 窦行冲
窦行冲，字和师，元代医生，真定（今河北省正定县）人。
窦行冲从罗天益处得到金元四大家之一李杲医书开始阅读，后来开始行医。元世祖将他征为尚医，当时也有医名。